# La despedida (película de 1957)
La despedida es una película en colores (Ferraniacolor) que también fue exhibida con el nombre de Que me toquen las golondrinas, realizada en coproducción de Argentina y México dirigida por Miguel Morayta sobre el guion de Carlos A. Petit según el argumento de María Luisa Algarra y Fernando de Fuentes que se estrenó el 3 de octubre de 1957. Tuvo como protagonistas a Miguel Aceves Mejía, Virginia Luque, Francisco Álvarez y Fernando Soto "Mantequilla".

## Sinopsis
Un joven mexicano sale recorrer el mundo para dedicarse a la canción.

## Reparto
Participaron del filme los siguientes intérpretes:
- Miguel Aceves Mejía
- Virginia Luque
- Francisco Álvarez
- Fernando Soto "Mantequilla"
- Perla Alvarado
- Carlos Lagrotta
- Domingo Sapelli
- Alberto Barcel
- Lydia Quintana
- José Maurer

## Comentarios
Tulio Carella opinó:

”Evidencia una paciente compilación de vulgaridades con el propósito de obtener un éxito.”

Por su parte Manrupe y Portela escriben:

”Vano intento de mezclar a una figura latinoamericana en la Argentina para turistas. Es la primera de las tres coproducciones en las que intervino el famoso cómico mexicano apodado “Mantequilla”.